# 1970-es magyar vívóbajnokság
Az 1970-es magyar vívóbajnokság a hatvanötödik magyar bajnokság volt. A férfi tőrbajnokságot június 16. és 17. között rendezték meg, a párbajtőrbajnokságot június 21-én, a kardbajnokságot június 17-én, a női tőrbajnokságot pedig június 20-án, mindet Budapesten, a Játékcsarnokban.

## Eredmények
| Versenyszám          | Arany                               | Arany | Ezüst                      | Ezüst | Bronz                         | Bronz |
| -------------------- | ----------------------------------- | ----- | -------------------------- | ----- | ----------------------------- | ----- |
| Férfi tőrvívás       | Füredi Gábor Újpesti Dózsa          |       | dr. Fenyvesi Csaba BVSC    |       | dr. Kamuti Jenő BVSC          |       |
| Férfi párbajtőrvívás | B. Nagy Pál Szolnoki MÁV            |       | dr. Fenyvesi Csaba BVSC    |       | Kulcsár Győző OSC             |       |
| Férfi kardvívás      | Pézsa Tibor Bp. Honvéd              |       | Kovács Tamás Vasas SC      |       | dr. Kalmár János Bp. Honvéd   |       |
| Női tőrvívás         | Újlakiné Rejtő Ildikó Újpesti Dózsa |       | Marosi Paula Újpesti Dózsa |       | Száray Márta Bp. Vörös Meteor |       |